# جوشاتوي سفلي
جوشاتوي سفلي هي قرية في مقاطعة شاهين دج، إيران. يقدر عدد سكانها بـ 150 نسمة بحسب إحصاء 2016.